# Nephelium aculeatum
Nephelium aculeatum är en kinesträdsväxtart som beskrevs av P.W. Leenhouts. Nephelium aculeatum ingår i släktet Nephelium och familjen kinesträdsväxter. Inga underarter finns listade i Catalogue of Life.